# Oroetes
Oroetes là một chi bọ cánh cứng trong họ Chrysomelidae.
Chi này được miêu tả khoa học năm 1888 bởi Jacoby.

## Các loài
Các loài trong chi này gồm:
- Oroetes flavicollis Jacoby, 1888
- Oroetes wilcoxi Blake, 1966